# Tony Zale
Anthony Florian Zaleski, mer känd som Tony Zale, född 29 maj 1913 i Gary, Indiana, död 20 mars 1997 i Portage, Indiana, var en amerikansk proffsboxare. Han kallades "The Man of Steel". Zale var tvåfaldig världsmästare i mellanvikt men är relativt okänd utom i egenskapen av Rocky Grazianos värste motståndare.
Zale blev allmänt erkänd världsmästare första gången 1941 efter en serie matcher om den då vakanta titeln, bland annat mot Al Hostak. Åren 1942-45 tjänstgjorde Zale i USA:s flotta men återkom till boxningen efter kriget. Zale förlorade titeln till Rocky Graziano i deras andra match 1947, men återtog den samma år i den tredje. I sin nästa match förlorade Zale titeln till Marcel Cerdan och lade därefter handskarna på hyllan.
Zales slutliga matchstatistik omfattar 67 segrar (45 på KO), 18 förluster och 2 oavgjorda.
Till filmen Gatans kung (1956), om Rocky Grazianos liv, var tanken först att Tony Zale skulle spela sig själv. Han byttes dock ut mot skådespelaren Court Shepard, efter att Tony Zale knockat huvudrollsinnehavaren Paul Newman vid en sparring-träning.